# جورج دولنز

جورج دولنز (به انگلیسی: George Dolenz) یک بازیگر اهل ایالات متحده امریکا بود.